# Apeadeiro de Buraca
O Apeadeiro de Buraca foi uma plataforma ferroviária na Linha de Sintra, que, ainda que situada no concelho de Lisboa, servia a localidade de Buraca, no vizinho concelho de Amadora, em Portugal.

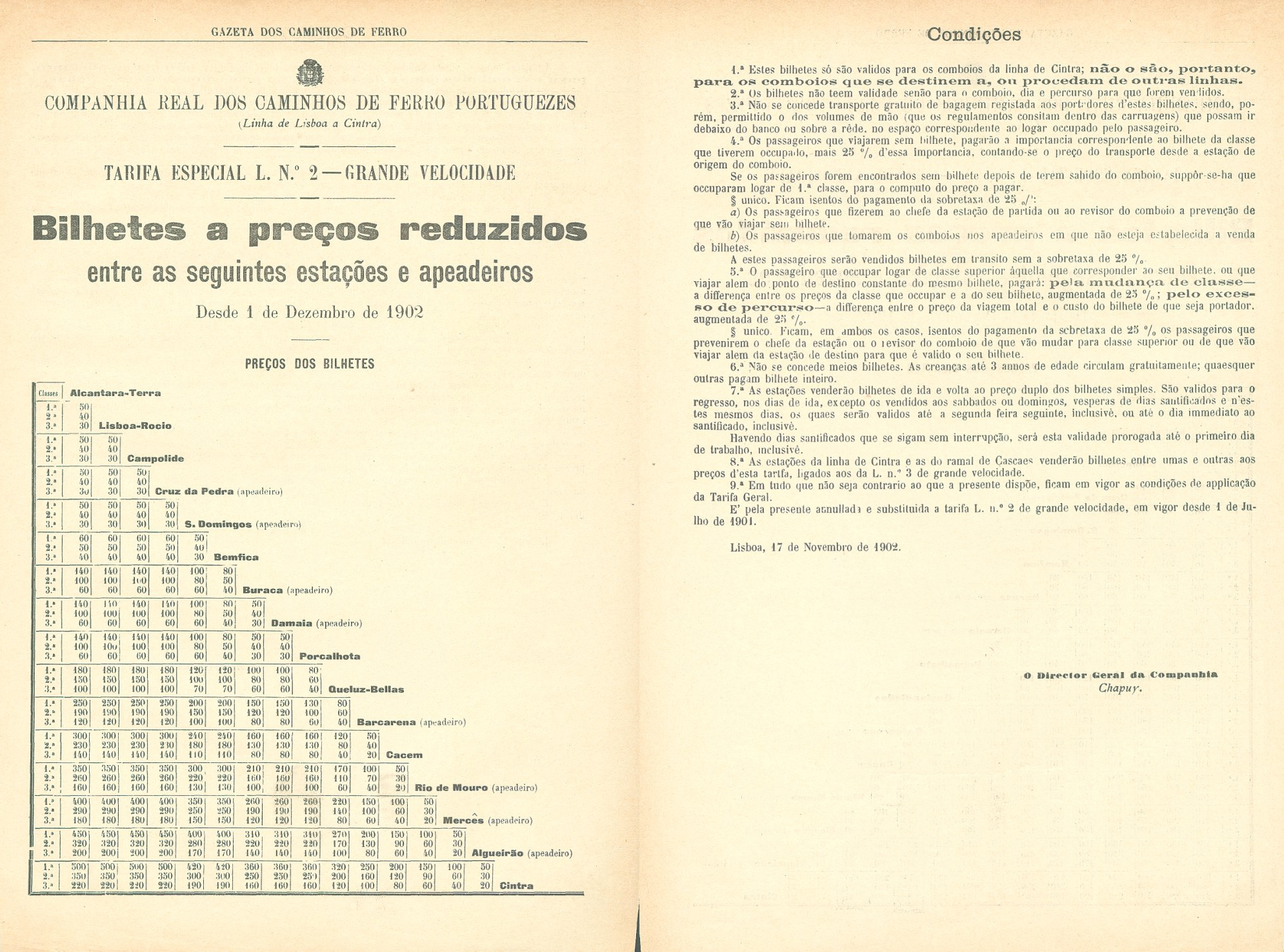
Anúncio de 1902, onde se faz referência apeadeiro de Buraca.

## História
Esta interface fazia parte do troço original da Linha de Sintra, entre Sintra e Alcântara-Terra, que entrou ao serviço em 2 de Abril de 1887.
Por ocasião do Exposição do Mundo Português, em 1940, a Companhia dos Caminhos de Ferro Portugueses criou vários comboios especiais desde Queluz-Belas até Belém, que também paravam em Buraca.